# Chrysichthys brachynema
Chrysichthys brachynema es una especie de pez de la familia Claroteidae en el orden de los Siluriformes.

## Morfología
• Los machos pueden llegar alcanzar los 77 cm de longitud total y los 7.700 g de peso.

## Alimentación
Come principalmente cangrejos.

## Distribución geográfica
Se encuentran en África: lago Tanganika.